# 理公港镇
理公港镇，是中华人民共和国湖南省常德市桃源县下辖的一个乡镇级行政单位。

## 行政区划
理公港镇下辖以下地区：
兰溪社区、观音垭村、狮子坪村、杨公桥村、小河口村和金鸡山村。